# Tricentrogyna sulphuraria
Tricentrogyna sulphuraria là một loài bướm đêm trong họ Geometridae.